# Sam Riley
Samuel Peter W. "Sam" Riley, född 8 januari 1980 i Menston, West Yorkshire, är en brittisk (engelsk) skådespelare. Hans mest kända roll är debutrollen som Ian Curtis, sångare i musikgruppen Joy Division, i filmen Control från 2007. Han är gift sedan 2009 med den rumänsk-tyske skådespelerskan Alexandra Maria Lara.

## Filmografi (i urval)
- 2007 – Control
- 2008 – Franklyn
- 2010 – 13
- 2010 – Brighton Rock
- 2012 – On the Road
- 2012 – Byzantium
- 2014 – Das finstere Tal
- 2014 – Maleficent
- 2014 – Suite Française
- 2016 – Pride and Prejudice and Zombies
- 2016 – Free Fire
- 2017 – SS-GB (TV-serie)
- 2019 – Marie Curie: Pionjär. Geni. Rebell.
- 2019 – Maleficent 2: Ondskans härskarinna
- 2023 – Firebrand